# 아시아의 국장과 문장 목록
이 문서는 아시아의 국장과 문장을 나열한 목록이다.

## 국제기

독립국가연합
아랍 연맹
유라시아 경제 연합
유엔
프랑코포니
올림픽
걸프 협력 회의
유럽 연합
집단 안보 조약 기구

## 동아시아

대한민국
마카오
몽골
홋카이도
일본
류큐국
오키나와
조선민주주의인민공화국
중화인민공화국
중화민국
중화 타이베이
홍콩

## 북아시아

러시아
소비에트 연방

### 러시아

부랴트 공화국
하카시야 공화국
알타이 공화국
사하 공화국
투바 공화국

## 동남아시아

동티모르
라오스
말레이시아
미얀마
베트남
남베트남 공화국
베트남 공화국
브루나이
싱가포르
인도네시아
캄보디아
태국
필리핀
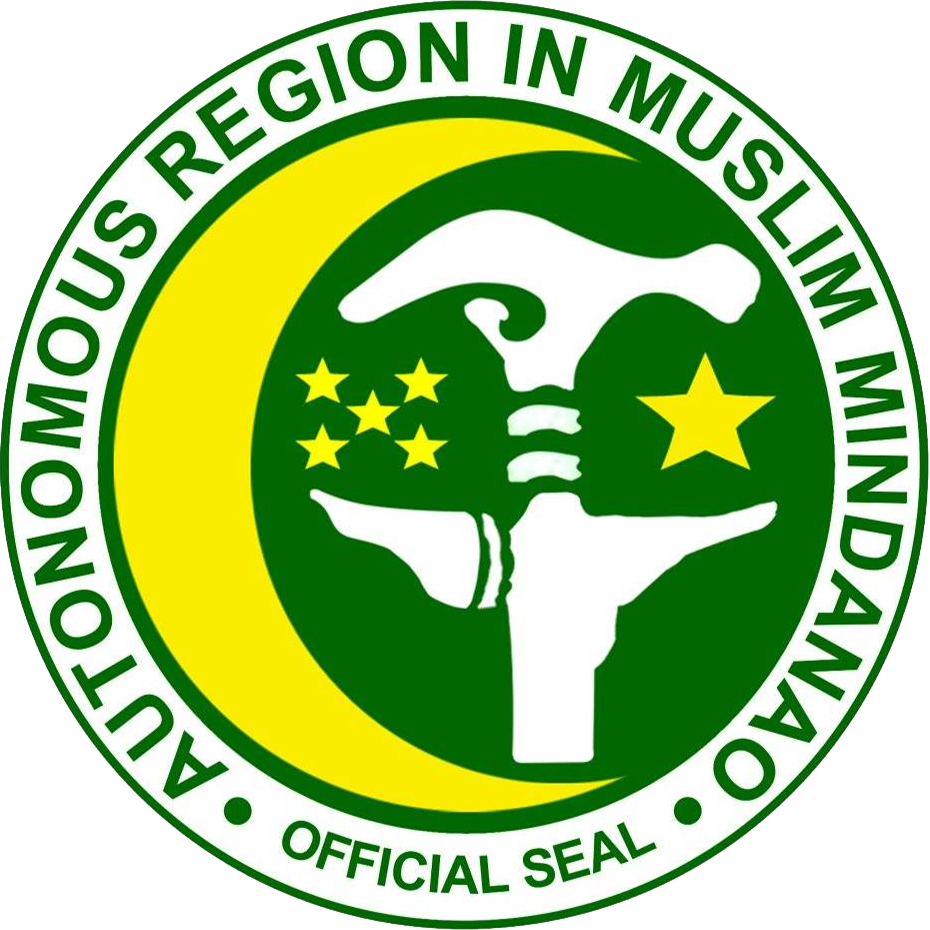
무슬림 민다나오 자치구
방사모로
발리주
아체주
코코스 제도
크리스마스섬
파푸아뉴기니
파푸아주
서파푸아주
오스트레일리아
서파푸아 공화국

## 남아시아

네팔
몰디브
방글라데시
부탄
스리랑카
아프가니스탄
인도
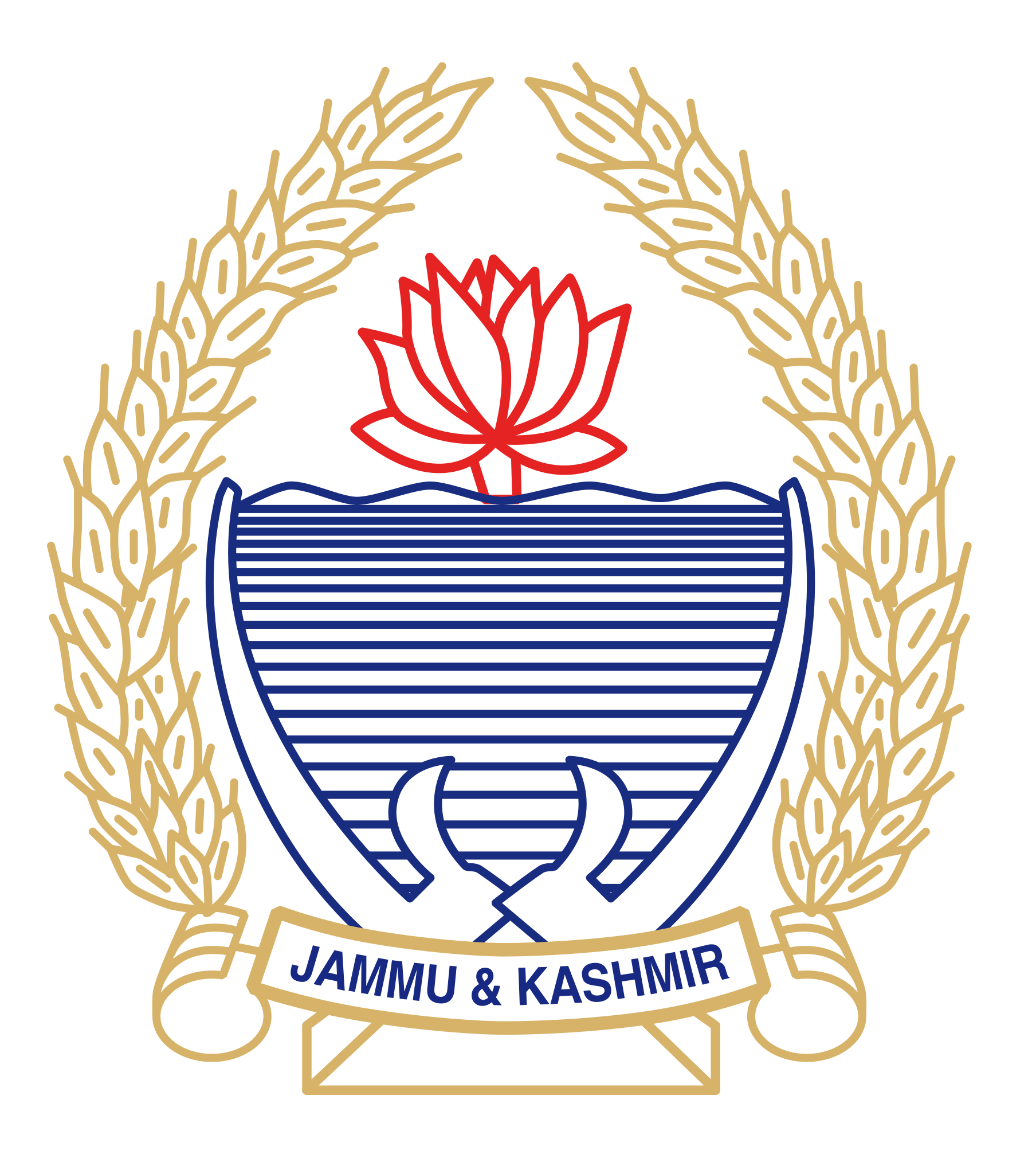
잠무 카슈미르주
파키스탄
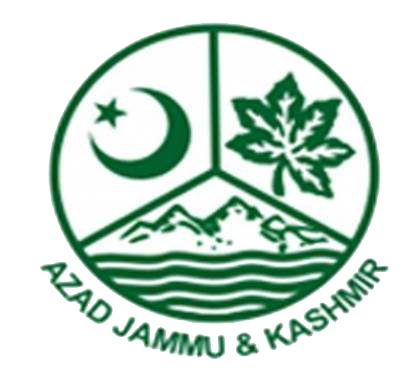
아자드 카슈미르
발루치스탄
영국령 인도양 지역
아프가니스탄 국민저항전선
아프가니스탄 이슬람 공화국

## 중앙아시아

동튀르키스탄
우즈베키스탄
카자흐스탄
카라칼파크스탄 공화국
키르기스스탄
타지키스탄
투르크메니스탄
티베트

## 서아시아

레바논
헤즈볼라헤즈볼라
바레인
북키프로스
이집트
아랍 연합 공화국
사우디아라비아
시리아
로자바
아랍에미리트
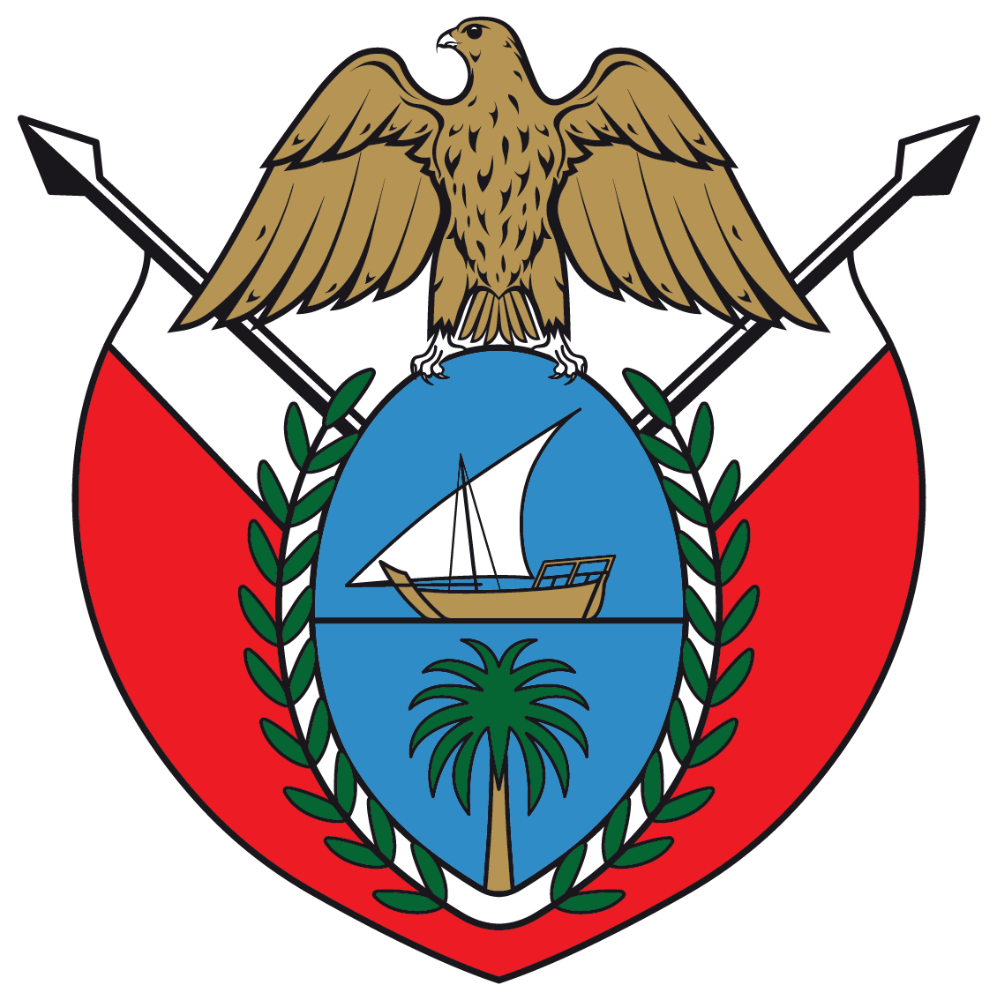
두바이
아부다비
아르메니아
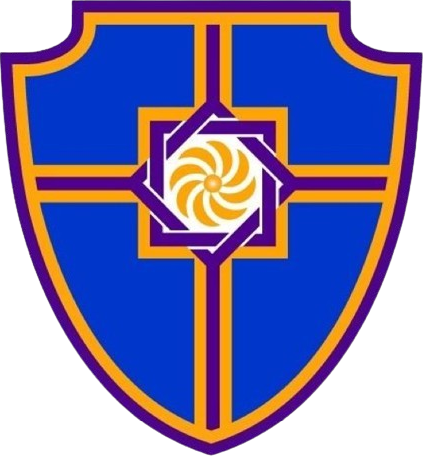
서아르메니아
아르차흐 공화국
아제르바이잔
예멘
남예멘
예멘 아랍 공화국
오만
요르단
이라크
이란
이스라엘
조지아
아자리야 공화국
압하지야
남오세티야
카타르
쿠웨이트
쿠르드 자치구
아크로티리 데켈리아
터키
팔레스타인